# Bàn Văn Thạch
Bàn Văn Thạch là kiểm sát viên cao cấp Việt Nam. Ông hiện giữ chức vụ Viện trưởng Viện kiểm sát nhân dân tỉnh Bắc Kạn.

## Tiểu sử
Bàn Văn Thạch là đảng viên Đảng Cộng sản Việt Nam.
Từ ngày 15 tháng 1 năm 2011, Bàn Văn Thạch, Phó Viện trưởng Viện kiểm sát nhân dân tỉnh Bắc Kạn, được Viện trưởng Viện kiểm sát nhân dân tối cao Việt Nam bổ nhiệm giữ chức vụ Viện trưởng Viện kiểm sát nhân dân tỉnh Bắc Kạn.
Ngày 3 tháng 4 năm 2016, Bàn Văn Thạch được trao quyết định bổ nhiệm chức danh kiểm sát viên cao cấp.
Bàn Văn Thạch là Tỉnh ủy viên Tỉnh ủy Bắc Kạn khóa 10.
Năm 2015, Bàn Văn Thạch được bầu vào Ban Chấp hành Đảng bộ tỉnh Bắc Kạn khóa 11 nhiệm kỳ 2015 - 2020.